# Shuta Sonoda
Shuta Sonoda (Nagasaki, 6 februari 1969) is een voormalig Japans voetballer.

## Carrière
Shuta Sonoda speelde tussen 1988 en 1999 voor Yokohama Flügels, Avispa Fukuoka en Sagawa Express Tokyo.